# Hieracium deansatum
Hieracium deansatum es una especie de planta con flor del género Hieracium, de la familia Asteraceae, orden Asterales.

## Distribución
Hieracium deansatum se distribuye por Finlandia, Noruega y Suecia.

## Taxonomía
Fue descrita científicamente por Johanss. Fue publicada en Arkiv Bot. Stockh.